# Maksout Narikbaïev
Maksout Narikbaïev (en kazakh : Мақсұт Сұлтанұлы Нәрікбаев, Maqsout Soultanouly Närikbaïev ; en russe : Максут Султанович Нарикбаев, Maksout Soultanovitch Narikbaïev), né le 30 mars 1940 à Yerkin (district de Taldykourgan, oblys d'Almaty, RSS kazakhe) et mort le 12 octobre 2015, est un juriste kazakh, président de la Cour suprême du Kazakhstan de 1996-2000.

## Biographie
Diplômé en droit de l'université nationale kazakhe Al-Farabi d'Almaty en 1974, il exerce la fonction de procureur général du Kazakhstan entre 1995 et 1996. En juin 1996, il est nommé président de la Cour suprême du Kazakhstan, poste qu'il occupe jusqu'en septembre 2000. En 2001, il devient professeur de droit.

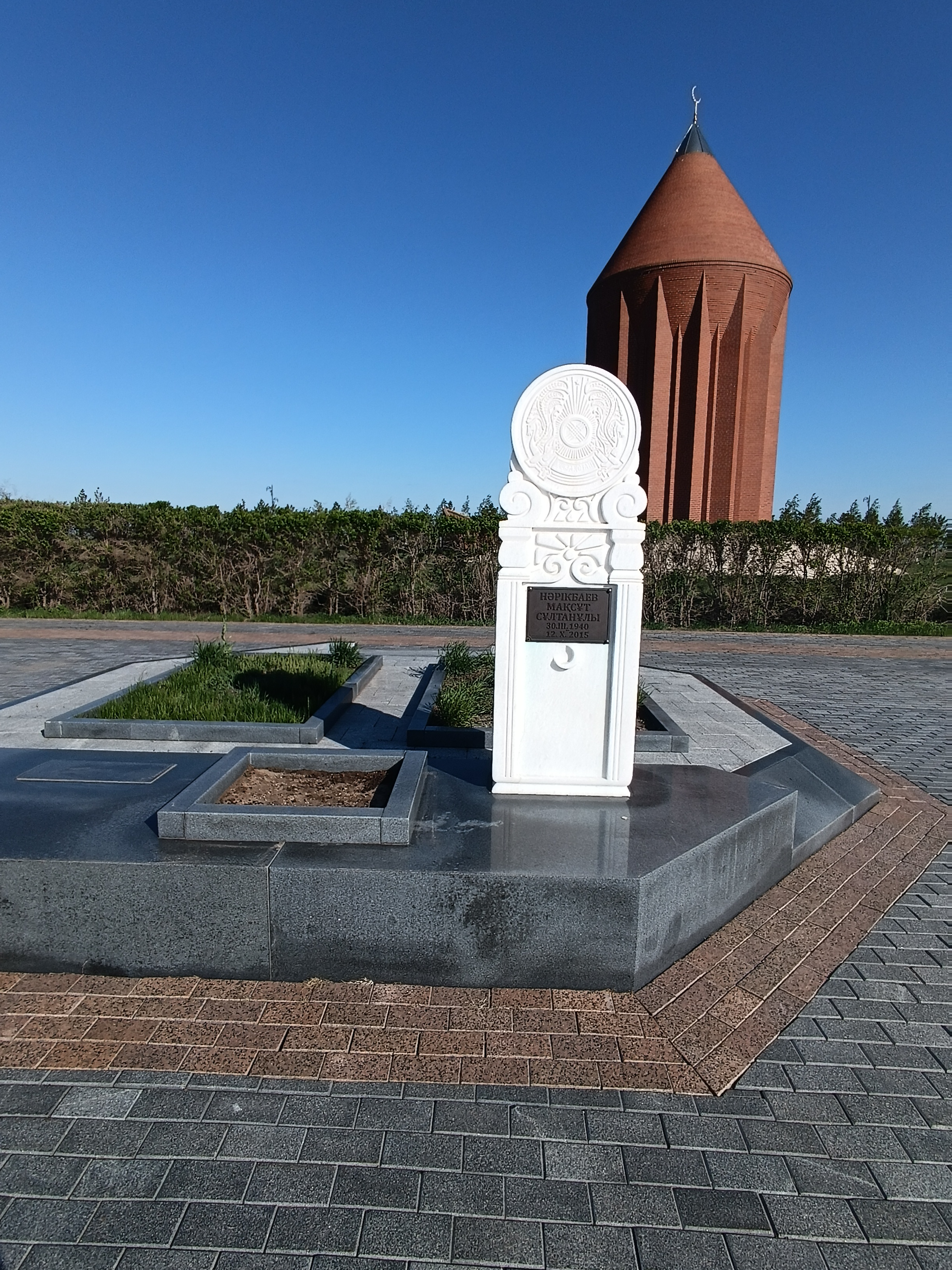

De 2004 à 2012[réf. nécessaire], il est président du Parti démocratique Ädilet, dont il est le fondateur.